# Indra Lesmana
Indra Lesmana (ur. 28 marca 1966 w Dżakarcie) – indonezyjski muzyk jazzowy i kompozytor.

## Życiorys
Urodził się 28 marca 1930 r. w Dżakarcie. Ojciec artysty Jack Lesmana był muzykiem jazzowym, a jego matka – Nien Lesmana – znaną piosenkarką. Swoją karierę muzyczną rozpoczął w wieku 10 lat, kiedy to wystąpił z ojcem jako klawiszowiec na spektaklu jazzowym w Bandungu. Dwa miesiące później, w Taman Ismail Marzuki w Dżakarcie, Indra grał na klawiszach podczas koncertu jazzowego z udziałem sławnych muzyków, takich jak Jack Lesmana, Benny Likumahuwa czy piosenkarz Broery Marantika.
W 1978 roku Indra wydał swój pierwszy album „Ayahku Sahabatku”. Od samego początku styl muzyczny Indry znajdował się pod silnym wpływem stylów Johna Coltrane’a, Milesa Davisa, McCoy Tynera i Charliego Parkera. W tym samym roku Indra wraz z ojcem udał się do Australii, aby wziąć udział w tygodniu kultury ASEAN Trade Fair. Za namową ojcą młody muzyk podjął próbę zdania egzaminu wstępnego do New South Wales Conservatory School of Music w Sydney. Ostatecznie został przyjęty do konserwatorium, a z pomocą Ambasady Australii Indra otrzymał pełne stypendium na naukę w szkole.
W 1981 r. wraz z ojcem założył formację jazzową Indra & Jack Lesmana Quartet, w skład której wszedł także Karim Suweileh oraz australijski muzyk James Morrison. Podczas wizyty w Indonezji wydali album „Children of Fantasy”. Po powrocie do Australii Indra założył grupę jazzową Nebula, a następnie zapoczątkował zespół Women and Children First, który w 1983 r. wydał swój debiutancki album.
Amerykańska wytwórnia Zebra Records, należąca do MCA Records, wyraziła chęć wydania albumu „No Standing” jako albumu solowego Indry. W 1984 r. osiągnięto porozumienie w sprawie wydania albumu, a w kolejnym roku muzyk przeprowadził się do Stanów Zjednoczonych. Indra nagrywał również w Mad Hatter Studio. W 1986 r. wyszedł album „For Earth and Heaven”. Dwa single „No Standing” (z albumu „No Standing”) i „Stephanie” (z albumu „For Earth and Heaven”) znalazły się w rankingach Billboard Charts w kategorii jazzu i zajęły pierwsze miejsca na listach przebojów radiowych w Stanach Zjednoczonych.
Redakcja serwisu internetowego Viva.co.id określiła muzyka mianem „ikony indonezyjskiego jazzu”. Jego dorobek muzyczny obejmuje ponad 200 oryginalnych kompozycji i prawie 50 albumów.

## Dyskografia
- 1978: Ayahku Sahabatku
- 1981: Children Of Fantasy
- 1982: No Standing
- 1982: Nostalgia
- 1982: Latin Jazz Fusion
- 1983: Women And Children First
- 1984: No Standing
- 1984: Tragedi
- 1984: Yang Pertama Yang Bahagia
- 1986: For Earth And Heaven
- 1986: Karina
- 1986: Gemilang
- 1986: Jack & Indra Lesmana Various
- 1987: La Samba Primadona
- 1987: Semakin Menawan
- 1988: Kau Datang
- 1988: Ekspresi
- 1989: Dunia Boleh Tertawa
- 1989: Titi Dj 1989
- 1990: Aku Ingin
- 1990: Adegan
- 1992: Cerita Lalu
- 1992: Selangkah Di Depan
- 1992: Hanya Untukmu
- 1993: Biarkan Aku Kembali
- 1994: Tiada Kata
- 1994: Waktu Berjalan
- 1994: Kehadiran
- 1994: Bulan Di Atas Asia
- 1994: Ayah
- 1995: Kabut Di Kaki Langit
- 1996: Jalan Yang Hilang
- 1996: Romantic Piano
- 1996: Jalan Hidupmu
- 1996: Menari-nari
- 1997: Lost Forest
- 1997: Selamat Tinggal
- 1998: Kedua
- 1998: Sabda Prana
- 1999: Saat Yang Terindah
- 2000: Interaksi
- 2000: Reborn
- 2001: The Birds
- 2002: Kinanti
- 2002: O.s.t Rumah Ke Tujuh
- 2003: Gelatik
- 2005: Silver
- 2007: Kayon
- 2009: Joy Joy Joy

Źródło:.